# Лопух, Пётр Степанович
Ло́пух Пе́тр Степа́нович (бел. Лопух Пётр Сцяпанавіч; род. 1949, д. Мерчицы, Пинский район, Брестская область) — доктор географических наук, профессор, заведующий кафедрой общего землеведения и гидрометеорологии (2002-2019).

## Биография
Родился 10 июля 1949 года на хуторе Мартыновка (д. Мерчицы) Пинского района Брестской области.
В 1966 году закончил Логишинскую среднюю школу, сразу после окончания школы работал строителем, рабочим Строительно-монтажного управления 4 в г. Пинске. В 1967 году поступил на географический факультет Белорусского государственного университета по специальности «физическая география» с присвоением квалификации «Географ. Преподаватель географии».
Будучи студентом, принимал активное участие в научной работе: участвовал в научно-исследовательских экспедициях по изучению озер и водохранилищ Беларуси, возглавлял студенческое научное общество факультета. Первые научные исследования связаны с изучением наиболее крупных водохранилищ Беларуси совместно с аспирантом Г. М. Базыленко.
После окончания университета по распределению был оставлен на факультете для научной и педагогической работы. В составе экспедиций Отраслевой НИЛ озероведения под руководством профессора О. Ф. Якушко принимал активное участие в экспедициях по паспортизации озер Беларуси. С организацией профессором О. Ф. Якушко кафедры общего землеведения в 1974 году П. С. Лопух был приглашен на кафедру общего землеведения на педагогическую работу. Будучи ассистентом кафедры (1974—1984) и аспирантом заочной формы обучения Центральном НИИ Комплексного Использования Водных Ресурсов (1976—1980) проводил комплексные научные исследования водохранилищ.
В 1983 году успешно защитил кандидатскую диссертацию на тему «Формирование берегов и ложа малых водохранилищ» (научный руководитель проф. В. М. Широков) и в 1984 году был избран на должность доцента кафедры общего землеведения. Им внедрены в учебный процесс "Методические рекомендации по описанию и картированию малых водохранилищ при комплексных экспедиционных исследованиях. Научные результаты внедрены при разработке «Генеральной схемы инженерной защиты территории Беларуси».
С 1985 года — штатный сотрудник отдела стажировки и практик УМЦ университета, ответственный за проведение учебных полевых географических практик, секретарь научно-методической комиссии факультета.
С 1986 по 1999 годы неоднократно выполнял обязанности заместителя декана по научной и учебной работе географического факультета БГУ.
В 2002 году защитил докторскую диссертацию по теме «Формирование и закономерности развития водоемов замедленного водообмена Беларуси» и в 2003 году назначается на должность заведующего кафедрой общего землеведения, на которой работает по настоящее время. В 2004 году на очередном съезде Белорусского географического общества избирается его председателем.

## Научная и педагогическая деятельность
В 2006 году организовал на кафедре общего землеведения подготовку гидрологов и метеорологов по производственному направлению в рамках специальности «География». При ГУ «Республиканский гидрометеоцентр» организован и работает филиал кафедры общего землеведения. Для подготовки специалистов привлекаются ведущие ученые и практики Республики Беларусь в области гидрометеорологии. Значительно расширена учебная база на географическом факультете (учебные кабинеты гидрологии суши, метеорологии, синоптической метеорологии), на учебно-научной станции «Западная Березина» для учебных целей развернута и работает передвижная метеорологическая станции, на факультете АМС «Вайсала».
Под руководством Петра Степановича Лопуха разработаны и внедряются в учебный процесс серия теоретических курсов и специальных предметов, программы учебных и производственных практик. Изданы и внедрены в учебный процесс учебные пособия «Гидрография Беларуси» (2004 год), «Гидрология суши. Практикум» (2004 год), курс лекций «Гидрология суши» (2009 год).
С 2006 года Петр Степанович Лопух председатель секции географии и картографии НТС Министерства образования Республики Беларусь. Им проводится большая организационная и научная работа по разработке и корректировке учебных программ по географии, по подготовке и обсуждению учебных пособий, учебной картографической продукции, школьных атласов.
В рамках выполнения государственных программ «Образование и здоровье», «Образовательная область» под руководством Петра Степановича Лопуха проводятся научные исследования по совершенствованию и модернизации географического образования. Под руководством Петра Степановича Лопуха подготовлены методические пособия по проведению учебной исследовательской работы с учащимися, серия учебных программ факультативных занятий, разрабатываются электронные ресурсы по географии. Им лично разрабатываются атласы, контурные карты по курсу «География материков и стран».
Петр Степанович Лопух ведет большую общественную работу. Он член редколлегии ряда журналов, отдельных изданий Бел ЭН и научных сборников, конкурсной комиссии учебников НИО Минобразования, член полярного Совета при НАН Беларуси.
Будучи председателем редакционного Совета и заместителем главного редактора (с 2015 года) научно-методического журнала «Геаграфія», а также заместителем председателя редколлегии сборника научных трудов НИО Минобразования «Образование и педагогическая наука» серия 3 «Математическое и естественнонаучное образование», Петр Степанович Лопух проводит значительную работу по обобщению педагогического опыта, развитию новых направлений, популяризации географических знаний.
По инициативе Петра Степановича Лопуха в Республике Беларусь организован конкурс исследовательских работ учащихся Республики Беларусь, он руководитель группы разработчиков и председатель жюри Республиканской олимпиады по географии, ведет большую работу по профессиональной ориентации учащихся и популяризации географии.

## Научные звания и награды
В 2014 году награждён нагрудным знаком «Отличник образования», почетными грамотами Министерства образования Республики Беларусь, Министерства природных ресурсов и охраны природной среды Республики Беларусь, Белорусского государственного университета, Института природопользования НАН Беларуси, Национального Института образования Республики Беларусь.

## Научные труды
Является автором около 300 научных работ в актуальной области исследования водохранилищ и озер Беларуси, их эволюции, количественной и качественной оценки водных ресурсов, исследования стока рек в условиях изменяющегося климата, а также в области преподавания курсов гидрологического цикла в ВУЗах и географии в общеобразовательных учреждениях. Им опубликовано 6 научных монографий, в том числе две в России и одна в Болгарии, несколько научно-методических рекомендаций.
1. Формирование малых водохранилищ гидроэлектростанций. М.: Энергоатомиздат, 1986.
2. Ръководство за изследоване на водностопански ландшафти. София: Софийский госуниверситет, 1989.
3. Формирование берегов малых водохранилищ лесной зоны. — СПб., 1992.
4. Рекомендации по оценке воздействия малых водохранилищ на окружающую среду. — Минск: БГУ, 1994.
5. Закономерности развития природы водоёмов замедленного водообмена лесной зоны: их использование и охрана. — Минск: БГУ, 2000.
6. Рекомендации по экологическому обоснованию создания водохранилищ в равнинных условиях. — Минск: БГУ, 2002.
7. Гідраграфія Беларусі. — Мінск: БДУ, 2004.
8. Влияние атмосферной циркуляции на формирование гидрологического режима рек Беларуси. — Минск: БГУ, 2013.
9. Особенности адаптации хозяйства к условиям постоянно изменяющегося климата / Гидрометеорологическая безопасность Союзного государства в условиях изменяющегося климата // Центр системного анализа и стратегических исследований НАН Беларуси
10. Влияние атмосферной циркуляции на формирование гидрологического режима рек Беларуси / П. С. Лопух, И. С. Партасёнок. Минск: БГУ.
11. Развитие озероведения в Беларуси: основные достижения и задачи в XXI в. // Вестник Белорусского государственного университета. Сер. 2, Химия. Биология. География. — 2006. — № 3. — С. 102—107.
12. Влияние североатлантического колебания на сток рек Беларуси // Вестник Белорусского государственного университета. Сер. 2, Химия. Биология. География. — 2007. — № 3. — С. 100—104.